# إرنست ماي (مهندس معماري)
إرنست ماي (بالألمانية: Ernst May)‏ (و. 1886 – 1970 م) هو مهندس معماري، وأستاذ جامعي، ومخطط حضري ألماني، ولد في فرانكفورت، توفي في هامبورغ، عن عمر يناهز 84 عاماً.

## التعليم
تعلم في جامعة ميونخ التقنية
.

## جوائز
حصل على جوائز منها:

وسام صليب القائد من رتبة استحقاق من جمهورية ألمانيا الاتحادية

## روابط خارجية
- إرنست ماي على موقع مونزينجر (الألمانية)